# قيمة حد العتبة

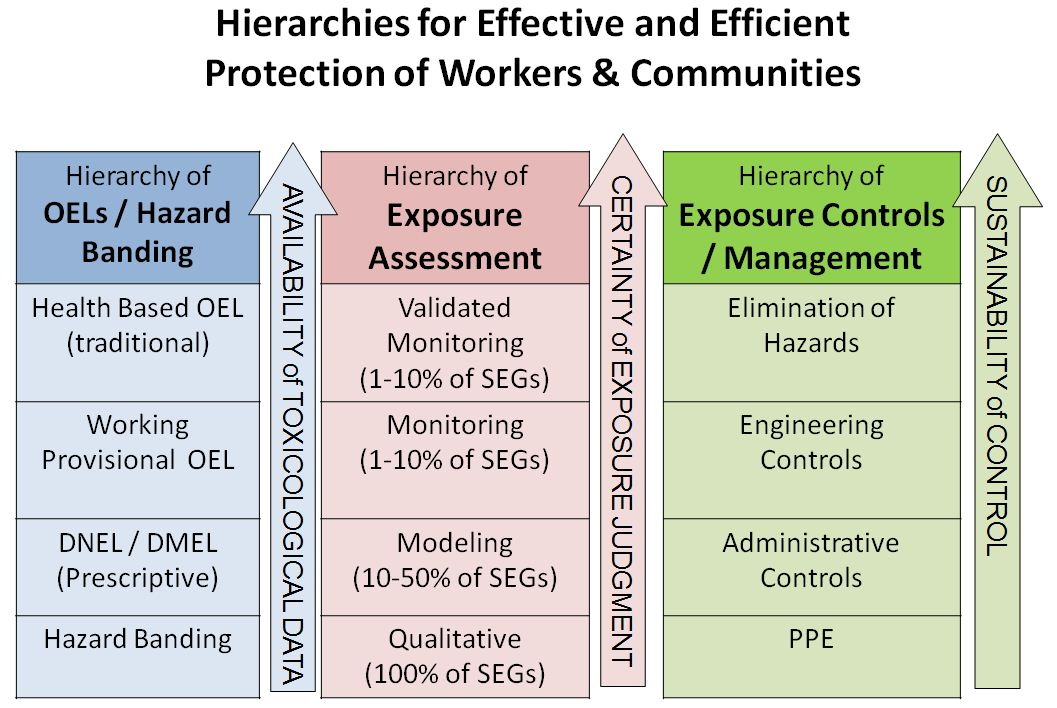

حد التعرض للأخطار المهنية هو الحد الأعلى المقبول من تركيز أي مادة خطرة في مكان العمل الجوي لمواد معينة أو فئة من المواد. وعادة ما يتم تحديدها من قبل السلطات الوطنية المختصة وتنفذه من قبل تشريع لحماية السلامة والصحة المهنية . يمكن أن يكون أداة في تقييم المخاطر وإدارة الأنشطة التي تنطوي على التعامل مع المواد الخطرة. هناك العديد من المواد الخطرة التي لا يوجد لها حدود التعرض المهني الرسمي. في هذه الحالات، والتحكم في ربط الاستراتيجيات التي يمكن استخدامها لضمان التداول الآمن.

## طرائق التعرض للمواد الكيميائية
يمكن أن تدخل المواد الكيميائية لجسم الإنسان عن طريق أربعة طرائق هي:
- الاستنشاق Inhalation وهو الطريق الشائع الأكثر أهمية في التعرض المهني. و تشمل المواد المستنشقة الغازات والأبخرة والأغبرة والأدخنة. ويرتبط الامتصاص بالخواص الفيزيائية والكيميائية للملوث والبنية الفيزيولوجية للجهاز التنفسي.
- الامتصاص من خلال الجلد والعينين Absorption: وهو الطريق الثاني الأكثر شيوعاً للتعرض المهني. فرغم أن الجلد يشكل حاجزاً دفاعياً إلا أنه هناك بعض المواد التي تستطيع النفاذ عـبـر الجلد والعينين والوصــول إلى الدورة الدموية (مثل المحلات. (وهناك عوامل تساعد على زيادة الامتصاص مثل ارتفاع درجة الحرارة والأذيات الجلدية.
- البلع Ingestion: ويجري دخول المواد الكيميائية بهذه الطريقة إلى الجهاز الهضمي نتيجة غياب النظافة العامة أو الشخصية أو ابتلاع المواد المستنشقة.
- الحقن الخاطئ Accidental Injection: عن طريق الإصابة بآلة حادة ملوثة بمادة كيميائية خطرة.